# Ansamblul fostului Azil „Elena Doamna” din București
Ansamblul fostului Azil „Elena Doamna” din București este un ansamblu de monumente istorice aflat pe teritoriul municipiului București.